# Artigeardit
Artigeardit, pseudonimo di Ardit Aliti (Herlev, maggio 1996), è un rapper danese di origini albanesi.

## Biografia
Artigeardit è salito alla ribalta col primo album in studio Vildedage (2018), certificato doppio platino dalla IFPI Danmark per le 40 000 unità equivalenti. Anche Idiot (2020) ha ricevuto la medesima certificazione, finendo al 2º posto della Hitlisten.
Held & lykke med at komme hjem (2021), riconosciuto con un Danish Music Award e doppio platino, è stato il suo primo LP a raggiungere il vertice della Hitlisten. Længe leve (2023), invece, ha finito anch'esso per posizionarsi alla cima della classifica, venendo certificato platino e premiato con un Danish Music Award.
Nu hvor vi er her, terzo disco al numero uno del rapper, ha superato la soglia delle 20 000 unità vendute, ottenendo la certificazione di platino dal membro danese dell'International Federation of the Phonographic Industry.

## Discografia

### Album in studio
- 2018 – Vildedage
- 2020 – Idiot
- 2021 – Held & lykke med at komme hjem
- 2023 – Længe leve
- 2023 – Nu hvor vi er her (con Lamin)
- 2025 – Æteren

### EP
- 2016 – Fristelse fordærver
- 2019 – 2.0
- 2019 – 3P
- 2020 – Elev4tormusik
- 2024 – På gen5yn

### Singoli
- 2016 – Nummer
- 2017 – Ik for børn (feat. Icekiid)
- 2017 – Værformig
- 2017 – Laos (feat. Christos)
- 2018 – Vildedage
- 2018 – Tempo
- 2018 – Ses senere
- 2019 – Joggingsæt
- 2019 – Airbag
- 2019 – Lov mig 1 ting
- 2019 – Gothersgade
- 2020 – Milano Step (con Lamin)
- 2020 – Idiot (feat. Karl William)
- 2020 – Typisk mig (con Jimilian e Gio)
- 2020 – Stensikker
- 2020 – Byen (FCK)
- 2020 – Den værste
- 2020 – I nat (con Medina)
- 2021 – Stå op gå ned (con Barselona)
- 2021 – B2B (con Carmon)
- 2021 – Er her (con Kesi)
- 2021 – Ny agenda (con Lamin)
- 2022 – Hensigt
- 2022 – Vågen (con Lamin)
- 2023 – Jumeirah (con Icekiid)
- 2023 – Spåkone
- 2023 – Stadig? Selvfølgelig!
- 2023 – Vi ku' blive (con Lamin)
- 2024 – Sent (con Lamin)
- 2025 – Seaside